# Torre del Señorío (Erla)
La Torre del Señorío es una puerta-torre situada en Erla (Provincia de Zaragoza, España) fue construida en el siglo XV por los López de Gurrea. Esta torre se encuentra situada entre medianerías, adosada por un lado a la iglesia parroquial, desde la cual se accede, y por otro a un edificio de viviendas. 
Se trata de un volumen compacto que integra también la torre campanario de la iglesia y consta de dos pisos en altura y dos crujías en planta. En el piso inferior se abre un paso, que originalmente era uno de los accesos de la ciudad. Por el lado que daba al exterior de la ciudad presenta un remate almenado. 
En el segundo piso se sitúa la sala principal, cubierta con dos bóvedas de crucería separadas por un arco fajón apuntado. 
La construcción está realizada completamente en sillar y presenta buen estado de conservación. 
El entorno de influencia tal y como queda reflejado en el plano adjunto, está delimitado por la Calle Fernando el Católico, hasta su cruce con la Calle de la Virgen, Calle Agustín Ungria, Calle Abadía y Calle Corona. 

## Enlaces de interés
- Wikimedia Commons alberga una categoría multimedia sobre Torre del Señorío.
- Torre del Señorío (Erla) en CastillosNet.

- Datos: Q6150679
- Multimedia: Torre del Señorío (Erla) / Q6150679